# Dharmaratna
Dharmaratna, Gobharana o Zhu Falan (竺法蘭) fue un monje budista de la India central al que tradicionalmente se le atribuye la introducción del budismo en China en el siglo I d. C.
Según cuentan los relatos populares del budismo chino, el emperador Ming de Han soñó con una deidad dorada que interpretó como Buda y envió una delegación a la India. Regresaron alrededor del año 67 d. C. con los monjes Kasyapa Matanga y Dharmaratna, caballos blancos y textos e imágenes budistas. El emperador estableció el Templo del Caballo Blanco en Luoyang, la capital Han, donde supuestamente los dos monjes tradujeron por primera vez el Sutra de los cuarenta y dos capítulos al chino,además de otros cinco sutras hoy en día desaparecidos.